# Shellkannan
Shellkannan är ett vandringspris, som 1924 skänktes till Svenska Motorcykelklubben (sedermera Svenska Motorklubben) av Svensk-Engelska Mineralolje AB (sedermera AB Svenska Shell) och uppsattes i en årligen återkommande tillförlitlighetstävling för motorcyklar.
Tävlingarna om Shellkannan, vilka arrangerades 1925–1937, vanligen i mars, av Svenska Motorklubbens Stockholmsavdelning, var tävlingssäsongens första storlopp och ett av de svåraste i sitt slag. Banorna ha alltid varit förlagda till småvägar i Stockholms närhet, företrädesvis i Uppland (utom 1925 då tävlingen kördes Mälaren runt), och ha varierat i längd mellan 120 och 260 km. Tävlingen omfattade såväl solo- som sidvagnsmaskiner (endast soloklassen tävlade om Shellkannan) och samlade alltid eliten av landets tillförlitlighetsförare. Den första Shellkannan erövrades för alltid 1928 av Erik Westerberg genom segrar 1925, 1926 och 1928 och den andra 1933 av Hans Torell genom tre segrar i följd, 1931, 1932 och 1933. Någon ny "kanna" uppsattes därefter ej. Segrarna erhöll i stället en miniatyr av Shellkannan. Åren 1925 och 1926 uppnåddes i soloklassen likvärdiga resultat, varför extratävlingar måste hållas.
Tävlingen var inställd 1938–1946, men i mars 1947 hölls en ny tävling, anordnad av Svenska Motorklubbens Stockholmsavdelning. Denna var endast öppen för solomaskiner och kördes i mycket svårt väglag på en omkring 190 km lång bana i södra Uppland med start och mål i Stockholm. Tävlingen var åter inställd 1948.

## Segrare i soloklassen
- 1925 – Erik Westerberg, Harley-Davidson
- 1926 – Erik Westerberg, Harley-Davidson
- 1927 – Nils Torell, FN
- 1928 – Erik Westerberg, Harley-Davidson
- 1929 – Nils Torell, AJS
- 1930 – Erik Westerberg, Harley-Davidson
- 1931 – Hans Torell, AJS
- 1932 – Hans Torell, AJS
- 1933 – Hans Torell, AJS
- 1934 – Edvin Sagström, Rudge
- 1935 – Sven Torell, Husqvarna
- 1936 – Edvin Sagström, DKW
- 1937 – Bertil Nilsson, DKW
- 1947 – Georg Ohlsson, Armémotorcykel m/42